# Ассоциация Большого Горького озера

Вырезка с «маркой» GBLA: «500 дней пребывания судов на Большом Горьком озере»

«Ассоциа́ция Большо́го Го́рького о́зера», также «Общество Большого Горького озера» (англ. Great Bitter Lake Association — GBLA; в иноязычных источниках обычно «Жёлтый флот», например, Yellow Fleet), — название ассоциации экипажей 14 морских грузовых судов различных стран, заблокированных в Большом Горьком озере, расположенном на трассе Суэцкого канала. Прекращение движения по каналу и блокирование судов имели место в 1967—1975 годах в результате Шестидневной войны между Израилем, с одной стороны, и несколькими арабскими странами, с другой.
Распространённое название «Жёлтый флот» сложилось по причине жёлтого песка, приносимого ветром из окрестных пустынь и оседавшего на кораблях.

## История

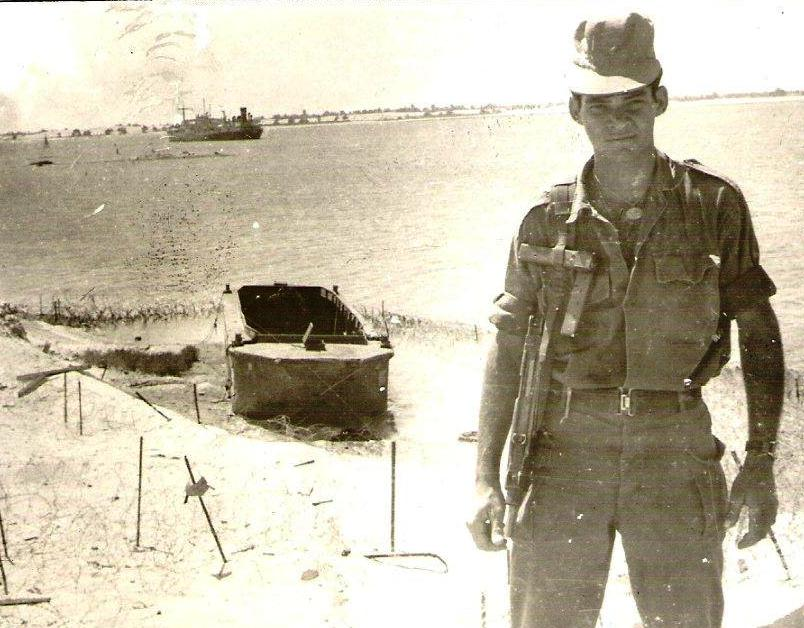
Израильский военный на фоне одного из судов «Жёлтой флотилии», 1973 год

В июне 1967 года в результате военных действий Египта и Израиля на Большом Горьком озере, расположенном в районе Суэцкого канала, оказались блокированы 14 судов разной национальной принадлежности:
- «Nordwind» (ФРГ).
- «Münsterland» (ФРГ).
- «Killara» (Швеция).
- «Nippon» (Швеция).
- «Essayons», бывший «Sindh» (Норвегия; ранее принадлежал Франции).
- «Agapenor» (Великобритания).
- «Melampus» (Великобритания)
- «Scottish Star» (Великобритания)
- «Port Invercargill» (Великобритания)
- «African Glen» (США)
- «Джакарта» (Польша)
- «Болеслав Берут» (Польша)
- «Василь Левски» (Болгария)
- «Леднице» (Чехословакия)

Суэцкий канал был заблокирован вследствие преднамеренного затопления на фарватере нескольких судов египетскими войсками. На блокированных судах вплоть до «открытия» канала 5 июня 1975 года оставались сменные команды.
В октябре 1967 года все 14 капитанов и команды, собравшись на борту британского теплохода «Melampus», основали «Ассоциацию Большого Горького озера». Её главные цели состояли в поддержании и развитии дружеских отношений, взаимопомощи, а также в проведении совместных мероприятий.
Блокада канала была снята только в 1975 году.

## Выпуски марок
С 1967 года на заблокированных судах в агитационно-пропагандистских целях выпускались виньетки с английской аббревиатурой названия ассоциации, имитирующие почтовые марки. Несмотря на то, что эти виньетки наклеивались на почтовые отправления членов экипажей судов, они не являлись знаками почтовой оплаты.
Инициатором выпуска и первым исполнителем виньеток «Ассоциации» считается Иржи Кудрна — капитан чехословацкого судна «Леднице». Он нарисовал и самолично отпечатал на гектографе, на фиолетовой кальке продолговатую виньетку, рисунок которой изображал соединённые в пожатье руки, окружённые лавровым венком. Сверху была помещена аббревиатура: англ. «G. B. L. A.». Известно, что первый тираж этих виньеток составил 200 штук, и в обращение они поступили в августе 1967 года.
Инициативу чехословацкого капитана подхватили капитаны и команды других судов, создав множество различных виньеток. Известны следующие выпуски: «В память пребывания на Большом Горьком озере 14 судов», «Годовщина пребывания судов на Большом Горьком озере», «Годовщина образования Ассоциации Большого Горького озера», «В честь победителей соревнований по футболу», «В честь парусной регаты», «В честь Олимпиады Большого Горького озера», «500 дней пребывания судов на Большом Горьком озере» и так далее. На всех этих «марках» делалась надпись англ. «G. B. L. A. Postage». Виньетки наклеивались на почтовые отправления на борту судов, а затем оплачивались по существовавшим в ОАР тарифам в ближайшем почтовом отделении в городе Исмаилия.
Только с сентября 1967 по сентябрь 1968 года было выпущено свыше 40 виньеток в кляйнбогенах и блоках, около 200 серийных «марок», отличающихся друг от друга по цвету, способу печати и даже тексту. Тиражи их колебались от 100—200 до 2000. Издавались и конверты первого дня.
Довольно много «марок» было выпущено на двух польских судах «Джакарта» и «Болеслав Берут». Первая серия из 6 виньеток была изготовлена в июне 1969 года тиражом всего в несколько десятков экземпляров. На них имеется обозначение «G. B. L. A.» и «Djakbier» (аббревиатура от названий судов). Сюжетами рисунков стали герб Польши, регата, голова кошки и высадка американских астронавтов на Луну (21 июля 1969 года). Автором серии из 11 виньеток 1971 года стал старший инженер теплохода «Джакарта» Бернар Апоногич. Рисунки были сделаны на резине и отштампованы на плотной бумаге. Сюжеты их разнообразны: еловая ветка с новогодними украшениями, песочные часы, высадка американских астронавтов на Луну (5 ноября 1971 года), верблюд на фоне ландшафта, корабль между молотом и наковальней, два сюжета посвящены спорту и другие. Ещё одним из активных художников «марок» был третий штурман «Джакарты» Р. Томашевский.
Существуют также спекулятивные выпуски, изданные от имени «Ассоциации». От выпусков GBLA их отличает высокое качество печати. Спекулятивные выпуски посвящены, в частности, Олимпиаде Большого Горького озера 1968 года, Рождеству 1969 года и столетию Суэцкого канала.